# Charron modèle 1902
Modèle 1902 (укр. Модель 1902) — бронеавтомобіль, виготовлений французькою автомобілебудівною компанією «Шаррон, Жирардо і Вуа» (фр. Charron-Girardot-Voigt), заснована трьома автогонщиками.
На автосалоні у Брюсселі 8 березня 1902 компанія представила перший в світі панцирний автомобіль Charron 50CV, у якому на місці задніх сидінь встановили 6-мм панцирне кільце. В ньому повинен був розміщуватись кулеметник з 8-мм кулеметом «Гочкісс» (англ. Hotchkiss machine gun). Ця презентація на місяць випередила показ першого повноцінного панцирника Motor War Car. Військовий міністр Франції проявив інтерес до панцирного автомобіля, давши вказівку провести її випробовування. Попри їхні позитивні результати відсутні згадки про подальшу долю панцирного автомобіля.